# ヴィルヘルム (ユーリヒ＝ベルク公)
ヴィルヘルム（Wilhelm, 1455年1月9日 - 1511年9月6日）は、ベルク公（3世）、ユーリヒ公（4世）およびラーヴェンスベルク伯（在位：1475年 - 1511年）。

## 生涯
ヴィルヘルムはユーリヒ＝ベルク公ゲルハルトとゾフィー・フォン・ザクセン＝ラウエンブルクの息子である。1475年に父が死去した後に、公位を継承した。
1472年にナッサウ＝ザールブリュッケン伯ヨハン3世の娘エリーザベトと結婚した。エリーザベトは持参金として多くの領地をもたらしたが、1479年に死去した。1481年にブランデンブルク選帝侯アルブレヒト・アヒレスの娘ジビュレと結婚した。2度の結婚で男子が生まれず、ユーリヒ＝ベルク＝ラーヴェンスベルクの継承問題が持ち上がった。
1496年にいわゆるクレーフェ連合が結ばれ、ユーリヒ＝ベルク（＝ラーヴェンスベルク）とクレーフェ＝マルクが統合されユーリヒ＝クレーフェ＝ベルク連合公国が成立することとなった。ヴィルヘルムの5歳の一人娘マリアとクレーフェ＝マルク公ヨハン2世の6歳の息子ヨハン3世が婚約し、2人は1510年に結婚した。
ヴィルヘルムは1511年に死去し、ユーリヒ家は断絶した。ヴィルヘルムはアルテンベルク大聖堂に埋葬された。婿のヨハン3世が領地を継承し、ヨハン3世は1521年にクレーフェ＝マルク公領も継承した。

## 子女
- マリア（1491年 - 1543年） - ユーリヒ、ベルクおよびラーヴェンスベルクの女子相続人。クレーフェ＝マルク公ヨハン3世と結婚。